# Karl I. (Pfalz-Zweibrücken-Birkenfeld)

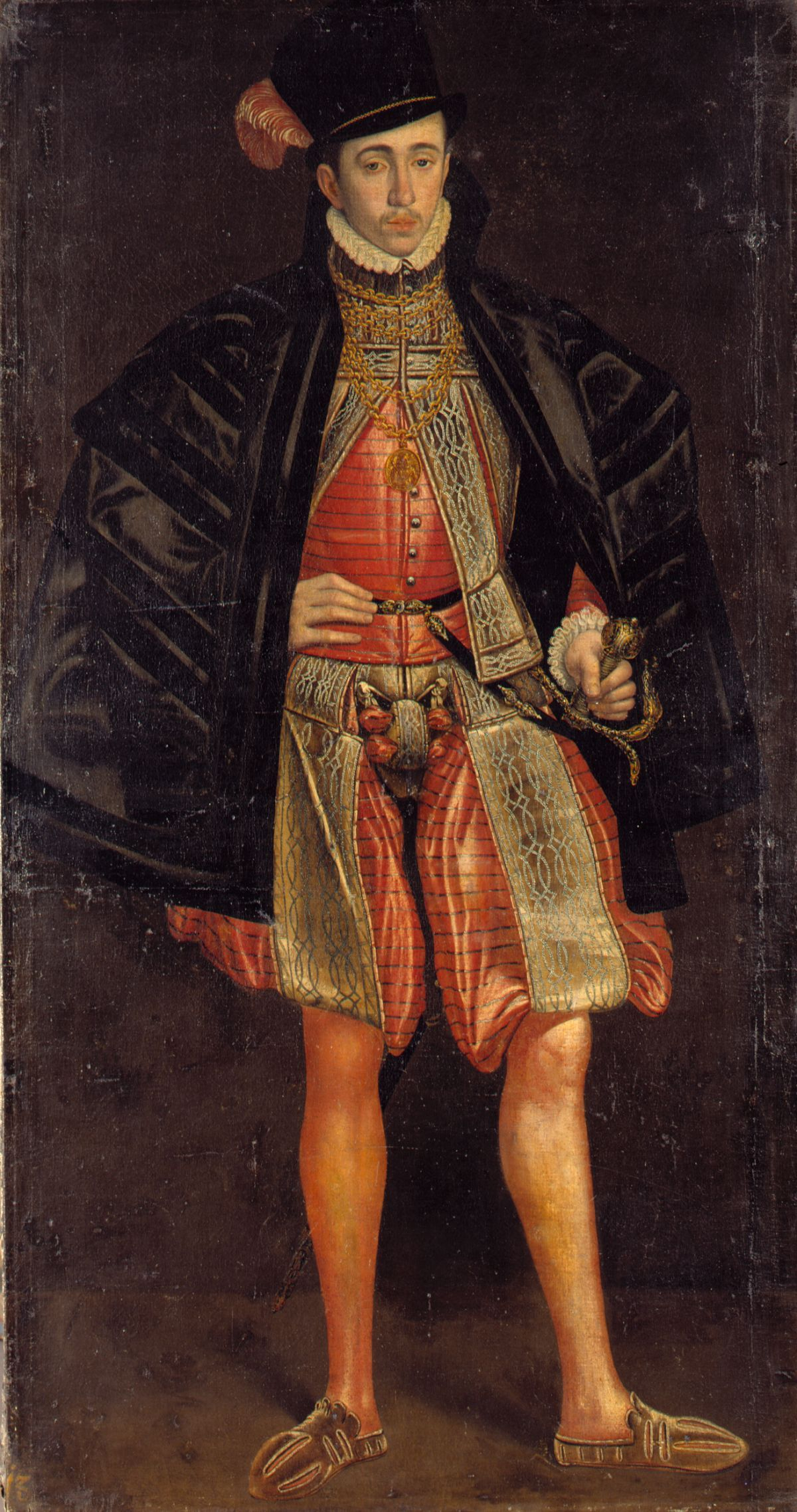
Karl I. von Pfalz-Zweibrücken-Birkenfeld (um 1575)
Meister der Vohenstrauß-Bildnisse, Öl auf Leinwand, 179,5 × 95 cm

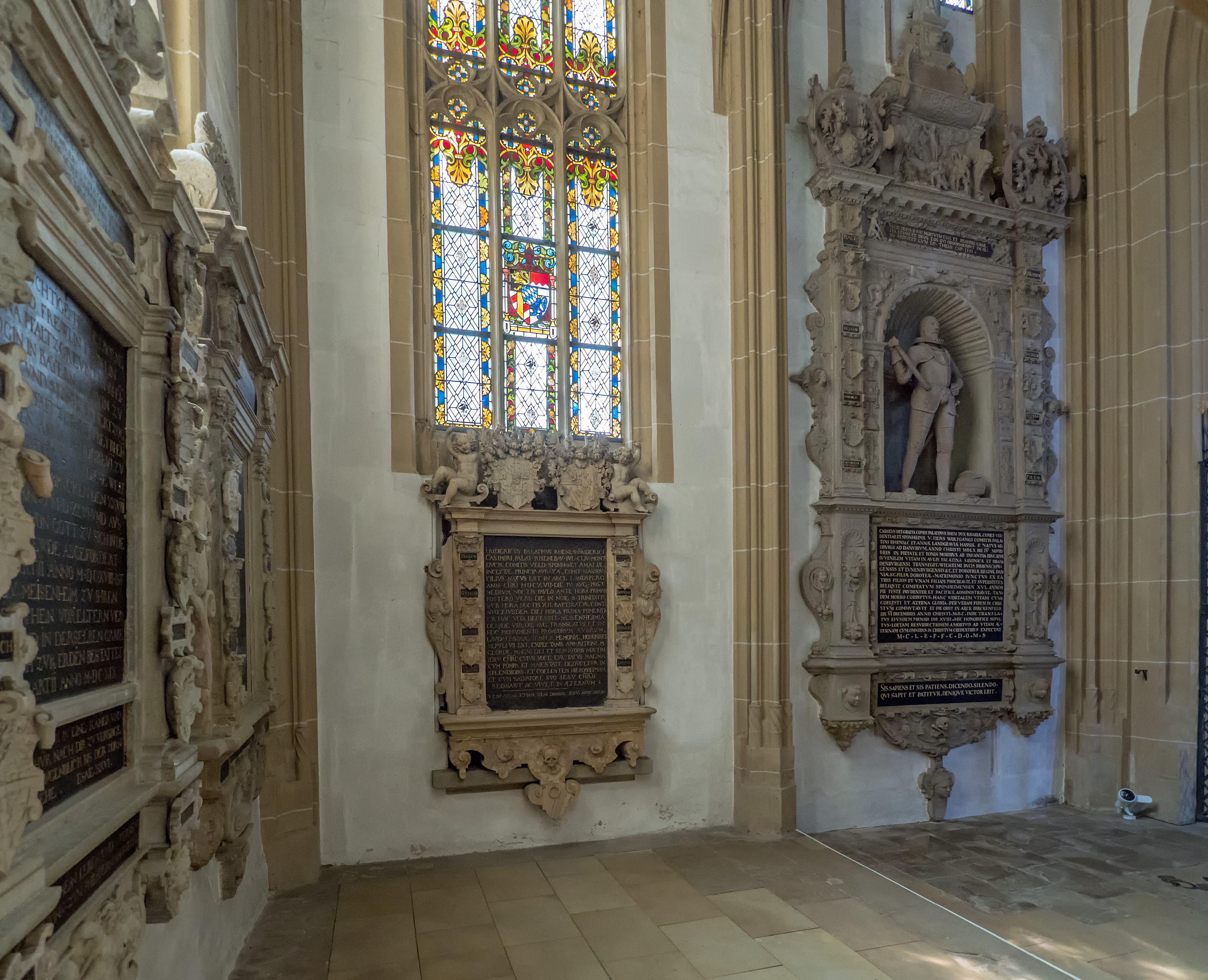
Grabdenkmal, Schlosskirche Meisenheim

Karl I. von Pfalz-Zweibrücken-Birkenfeld (* 4. September 1560 in Neuburg; † 16. Dezember 1600 in Birkenfeld), Pfalzgraf bei Rhein, Herzog in Bayern, Graf zu Veldenz und Sponheim war ab dem Jahre 1569 Pfalzgraf von Pfalz-Birkenfeld.

## Leben
Karl war der fünfte Sohn des Herzogs und Pfalzgrafen Wolfgang von Pfalz-Zweibrücken (1526–1569) aus dessen Ehe mit Anna (1529–1591), Tochter des Landgrafen Philipp I. von Hessen.
Karl galt als gelehrt, aber auch als bieder. Er ließ 1584 die Burg Birkenfeld zum Schloss im Renaissancestil ausbauen und auf Schloss Birkenfeld eine bedeutende Bibliothek anlegen. Zur Geburt des Erbprinzen ließ er eine Gedenkmünze prägen. 
Karl starb auf Schloss Birkenfeld und ist in der evangelischen Schlosskirche Meisenheim begraben. Da seine Söhne bei seinem Ableben noch minderjährig waren, übernahmen seine Brüder Philipp Ludwig und Johann die Regentschaft.

## Dynastische Bedeutung
Als Begründer der wittelsbachischen Linie Pfalz-Birkenfeld wurde er durch seinen Sohn Christian I. zu einem Stammvater der bayerischen Könige sowie der Linie der Herzöge in Bayern. Alle heute existierenden Wittelsbacher Linien stammen somit von Karl I. ab.

## Ehe und Nachkommen
Karl I. heiratete am 23. Februar 1586 in Celle Dorothea (1570–1640), Tochter des Herzogs Wilhelm von Braunschweig-Lüneburg, mit der er folgende Kinder hatte:
- Georg Wilhelm (1591–1669), Pfalzgraf von Pfalz-Birkenfeld

⚭ 1. 1616 Gräfin Dorothea von Solms-Sonnenwalde (1586–1625)
⚭ 2. 1641 (geschieden 1642) Wild- und Rheingräfin Juliane von Dhaun-Grumbach (1616–1647)
⚭ 3. 1649 Gräfin Anna Elisabeth von Oettingen (1603–1673)
- Sophie (1593–1676)

⚭ 1615 Graf Kraft von Hohenlohe-Neuenstein (1582–1641)
- Friedrich (1594–1626), Domherr in Straßburg
- Christian I. (1598–1654), Pfalzgraf von Pfalz-Birkenfeld-Bischweiler

⚭ 1. 1630 Pfalzgräfin Magdalene Katharine von Zweibrücken (1607–1648)
⚭ 2. 1648 Gräfin Maria Johanna von Helfenstein-Wiesensteig (1612–1665)